# Severomakedonský svaz sportovní střelby
Severomakedonský svaz sportovní střelby (makedonsky Makedonska Sportska Strelacka Federaacij) je národní organizace sdružující sportovní střelce v Severní Makedonii.